# Antoni de Moragas i Spa
Antoni de Moragas i Spa (Barcelona, 1941) es un arquitecto español.

## Biografía
Hijo del arquitecto Antoni de Moragas. Se tituló arquitecto por la Escuela Técnica Superior de Arquitectura de Barcelona en 1972, y se doctoró en 1985. Sus primeros trabajos los realizó en los estudios de Ricardo Bofill, MBM Arquitectes y Vittorio Gregotti. Además de ejercer como arquitecto, trabaja también en el diseño de interiores y de mobiliario. Compagina este trabajo con la docencia y ha impartido clases en la Escuela Técnica Superior de Arquitectura de Barcelona, la Escuela Eina y la Escuela de Arquitectura La Sapienza de Roma.
Entre sus obras destacan diversas restauraciones y remodelaciones, como la del Convento de Sant Agustí Vell, la Piscina Municipal de Montjuïc de Barcelona (1991-1992), el Monumento al Doctor Robert (1976-1985), la casa Roviralta de Juan Rubió (1987-1988) o el Hotel Park, obra de su padre (1990). Entre sus obras originales cabe mencionar: la casa Gay (1985-1987); el Colegio Público Dolors Monserdà en Vallvidrera (1986-1987); la Biblioteca Pública de San Cugat del Vallés (1987-1992); el Centro Cívico Font de la Guatlla (1993-1995); y el edificio Blau (2009, junto a Eva Mercader Oliver y Susanna Itarte Rubió).
Entre sus diseños destaca la luz de techo Vaghe Stelle. Como hijo de Antoni de Moragas i Gallissà, fundador de Fomento de las Artes Decorativas, ha estado siempre muy vinculado a las entidades promotoras del diseño, siendo presidente de ARQ-INFAD entre 1992 y 1996.